# زاميا هرارية
زاميا هرارية (الاسم العلمي: Zamia herrerae) هي نوع من النباتات تتبع جنس الزاميا من الفصيلة الزامية.